# 拉尔德亚
拉尔德亚，是西班牙加泰罗尼亚塔拉戈纳省的一个市镇。总面积30平方公里，总人口3453人（2001年），人口密度115人/平方公里。